# Campeonato Paraibano de Futebol Feminino
O Campeonato Paraibano de Futebol Feminino é uma competição anual de futebol feminino na Paraíba, disputada por clubes da elite estadual, cuja organização e realização cabe à Federação Paraibana de Futebol (FPF). O Paraibano Feminino teve sua primeira edição oficial realizada em 2008, exatamente cem anos após a criação do primeiro torneio de futebol masculino no estado, contudo, não contando com o mesmo incentivo e visibilidade que a sua versão masculina, por tal motivo, teve sua segunda temporada realizada apenas em 2011 e somente a partir de 2015 é que passou a acontecer a cada ano.
Costuma ocorrer entre setembro e novembro de cada ano, tendo sido criado com o objetivo de promover a modalidade esportiva no estado, determinar a equipe campeã estadual para a temporada, bem como servir para designar os ocupantes de vagas em torneios nacionais organizados pela Confederação Brasileira de Futebol (CBF), sendo que para a temporada de 2025, a Paraíba, que ocupa a 15.ª posição no ranking feminino das federações da CBF, tem direito a uma vaga no Campeonato Brasileiro Feminino Série A3, além de outra vaga assegurada ao VF4 na mesma divisão, garantida por participação na Série A2 de 2024.
Desde a primeira edição até a temporada mais recente apenas clubes de João Pessoa levantaram a taça, num total de seis equipes distintas, a iniciar pela Associação Atlética Portuguesa, campeã da primeira edição do torneio, e devendo-se incluir também o Botafogo Futebol Clube que, com seis títulos, tornou-se a equipe com mais vitoriosa do torneio. As atuais campeãs são do Mixto, que derrotaram o Botafogo por 5–2 na final de 2024 para conquistar o bicampeonato estadual.

## História
Oficialmente o futebol chegou na cidade da Parahyba (atual João Pessoa) em 1908, realizando-se naquele mesmo ano o primeiro torneio entre clubes no estado, ainda que tenha sido não oficial até a edição de 1918 e embora o esporte tenha chegado rapidamente a outras partes do estado nos anos seguintes, até 1938 somente clubes da capital eram permitidos participar do campeonato. A Federação Paraibana de Futebol foi criada no dia 24 de abril de 1947, quando já vigorava no país o Decreto-Lei Federal n.° 3.199 de 1941 que, na tentativa de modernizar o esporte no país, criou o Conselho Nacional de Desportos e proibiu a prática de algumas modalidades esportivas, entre elas, o futebol feminino.
O Campeonato Paraibano Masculino, organizado pela Federação Paraibana de Futebol a partir de 1947, cresceria em prestígio e números de clubes, vindo a consolidar uma divisão de acesso em 1991, diferentemente do futebol feminino no estado, que assim como em todo o Brasil, foi proibido de ser praticado até 1983, sendo que somente após isso pode  vivenciar suas primeiras partidas. Anterior a 2007 foram realizados alguns torneios femininos não oficiais e sem o aval da FPF, como a realização de 1995 de um campeonato feminino amador realizado em João Pessoa e vencido pela equipe Monte Castelo sobre o Palmeiras pelo placar de 2–0, mas foi somente em 2008 que a Federação Paraibana realizou de forma oficial a primeira edição do Campeonato Paraibano Feminino, exatamente cem anos após a realização do primeiro campeonato masculino de futebol no estado.
| Temporada | Vencedor        |
| --------- | --------------- |
| 2008      | AA Portuguesa   |
| 2011      | Botafogo FC     |
| 2012      | CR Kashima      |
| 2015      | Botafogo FC (2) |
| 2016      | Botafogo FC (3) |
| 2017      | Botafogo FC (4) |
| 2018      | Botafogo FC (5) |
| 2019      | Auto Esporte    |
| 2020      | Botafogo FC (6) |
| 2021      | VF4             |
| 2022      | VF4 (2)         |
| 2023      | Mixto EC        |
| 2024      | Mixto EC (2)    |

A Associação Atlética Portuguesa, levou o título da primeira edição do campeonato, ao bater um combinado do Treze na final tendo participado da Copa do Brasil de Futebol Feminino de 2008 e permanecendo como campeã por três anos, uma vez que o campeonato não foi realizado nas duas temporadas seguintes, vindo a ter um novo certame em 2011. A temporada de 2011 contou com seis clubes participantes, em um torneio que marcou o primeiro título das Belas (apelido das jogadoras do Botafogo de João Pessoa), ao derrotar as rivais do Auto Esporte na final para conquistar o seu primeiro título.
A temporada seguinte aumentou o número de equipes participantes, passando de seis para oito, e terminaria com a vitória do Kashima ao derrotar o Cabo Branco na final para levantar o seu primeiro título e único título da história. Mais uma vez o campeonato foi descontinuado em 2013 e 2014, retornando em 2015, dessa vez tornou-se um certamente mais regular, ocorrendo disputa a cada ano a partir de então e logo na temporada de 2015, iniciou-se um domínio do Botafogo de João Pessoa que conquistou um tetracampeonato consecutivo, tornando-se as maiores vencedoras do torneio no estado, tendo como vices as equipes do Kashima entre 2015 e 2017 e o Mixto em 2018.
As atletas do Auto Esporte, outro time tradicional de João Pessoa, que junto com o Botafogo faz o clássico Botauto, levantaram a taça em 2019, sendo essa a primeira e única vez em que o clube foi campeão até hoje, conquista que foi seguida pelo sexto título do Botafogo, ocorrido em 2020. As edições seguintes foram de liderança da Associação VF4, um clube formado pelo jogador Victor Ferraz, que busca garimpar e dar espaço a novos nomes do futebol estadual tanto feminino quanto futebol de base, e veio a levantar os títulos da edições de 2021 e 2022 e ficando com o vice em 2023, ao ser derrotado por 4–3 pelo Mixto, que conquistou o seu primeiro título estadual, assegurando o bicampeonato na edição seguinte ao superar o Botafogo na final pelo placar de 5–2.

## Formato
A temporada geralmente inicia-se em meados de setembro ocorrendo até novembro, formado por um torneio de até três fases distintas: primeira fase, segunda fase (semifinais) e terceira fase (final) e dependendo do número de equipes participantes, elas podem ser alocadas em grupo único ou divididas em até dois grupos distintos, sendo que em ambos formatos cada uma das equipes jogam contra os outros rivais uma única vez (sistema de todos contra todos simples). As equipes são classificadas pelo total de pontos, depois pelo saldo de gols e depois pelo total de gols marcados, se ainda estiverem iguais, considerar-se-ão como critérios de desempate o maior número de vitórias, maior saldo de gols, maior número de gols a favor, menor número de cartões vermelhos recebidos e menor número de cartões amarelos recebidos e por fim, sorteio.
|  | Semifinais | Semifinais | Semifinais |  |  | Final | Final | Final |
|  |            |            |            |  |  |       |       |       |
|  | 1          |            |            |  |  |       |       |       |
|  | 4          |            |            |  |  |       |       |       |
|  |            |            |            |  |  |       |       |       |
|  |            |            |            |  |  |       |       |       |
|  | 2          |            |            |  |  |       |       |       |
|  | 3          |            |            |  |  |       |       |       |

A classificação final da primeira fase define as quatro equipes que classificam-se para a segunda fase, que serão as quatro com melhor classificação, seja em grupo único ou as duas melhor colocadas de cada grupo quando a primeira fase contar com mais de um grupo, não havendo rebaixamento para divisão inferior. A segunda fase do torneio consiste em um sistema de cruzamento olímpico, em jogo único e mando de campo para as equipes com melhor pontuação na primeira fase, sendo que as esquipes vencedoras avançando para a final, que também será definida em jogo único e mando para a melhor colocada em todas as fases e que definirá a classificação final do campeonato, em ambas as fases finais o regulamento não prevê prorrogação para as partidas que terminarem em empate, seguindo para a decisão por pênaltis.

### Classificação para torneios da CBF
A fase final do Campeonato Paraibano Feminino serve para conhecer o campeão e a equipe classificada para os torneios organizados pela CBF, cabendo ao clube campeão vaga assegurada na Série A3 do Campeonato Brasileiro de Futebol Feminino, exceto se já estiverem garantidas em uma das três divisões nacionais do Campeonato Brasileiro, nesse caso, a vaga no Brasileiro da Série A3 passará para a próxima equipe melhor posicionada na classificação final do Campeonato e assim, sucessivamente.
| Posição | Posição  | Federação | Pontos  | Pontos    | Vagas na Série A3 |
| Em 2024 | Variação | Federação | Em 2024 | Diferença | Vagas na Série A3 |
| ------- | -------- | --------- | ------- | --------- | ----------------- |
| 13      | 1        | Pará      | 6 244   | 34        | 1                 |
| 14      | Estável  | Rondônia  | 5 568   | 676       | 1                 |
| 15      | Estável  | Paraíba   | 5 434   | 134       | 1                 |
| 16      | Estável  | Alagoas   | 4 810   | 624       | 1                 |
| 17      | Estável  | Maranhão  | 3 502   | 1 308     | 1                 |

## Goleadas
Diversas goleadas com o placar igual ou superior a 10 gols de diferença para o clube vencedor já foram registradas ao longo das edições do campeonato, placares elásticos com dez gols de diferença ou mais não são tão comuns no futebol, por tal motivo, essas goleadas costumam ser lembrados não somente pelos torcedores dos clubes envolvidos na partida em questão, mas também marcando para sempre a história do campeonato e acabam por demonstrar grande diferença no nível técnico entre as equipes. A lista abaixo apresenta as goleadas mais expressivas já ocorridas na história do Campeonato Paraibano Feminino.
| 17 de outubro de 2024 | 15:00 | Mixto-PB | 30–0 | Diamante | Mangabeirão, João Pessoa |

| 17 de outubro de 2024 | 15:00 | Spartax | 0–23 | Botafogo-PB | CT Ivan Tomaz, João Pessoa |

| 11 de novembro de 2019 | 15:00 | Auto Esporte-PB | 19–0 | São Paulo Crystal | Mangabeirão, João Pessoa |

| 6 de outubro de 2023 | 15:00 | VF4 | 18–0 | Marretinha | CT do VF4, João Pessoa |

| 21 de outubro de 2023 | 15:00 | Mixto-PB | 18–0 | Femar | Mangabeirão, João Pessoa |

| 31 de outubro de 2019 | 15:00 | São Paulo Crystal | 0–18 | Botafogo-PB | Carneirão, Cruz do Espírito Santo |

## Artilheiras
Assim como acontece com outros torneios organizados pela Federação Paraibana de Futebol, o registro de alguns dados do campeonato aparece incompleto, tal como a anotação de artilheiras, dessa forma, tem-se registro de artilharia em 2011 e a partir de 2015, anotando-se a Letícia a maior quantidade de gols marcados de uma única edição do campeonato, quando balançou as redes adversárias por 29 vezes em 2019, atuando pelo Auto Esporte, tornando-se artilheira novamente na temporada seguinte, porém defendendo as cores do Botafogo, tendo a jogadora balançado a rede das adversárias por 11 vezes. O Botafogo é o clube a ter mais artilheiras por temporada ao longo da história num total de seis vezes com destaque para Lú Meireles, que vestindo a camisa do clube, foi artilheira em cinco temporadas do estadual, tornando-se a jogadora que mais vezes foi a maior goleadora de uma edição do campeonato.
| Artilheiras (2011, 2015–) | Artilheiras (2011, 2015–)                         | Artilheiras (2011, 2015–) |
| Gols                      | Atleta(s) (clube)                                 | Temporada                 |
| ------------------------- | ------------------------------------------------- | ------------------------- |
| 9                         | Lú Meireles (Botafogo)                            | 2011                      |
| 14                        | Lú Meireles (Botafogo)                            | 2015                      |
| 20                        | Lú Meireles (Botafogo)                            | 2016                      |
| 10                        | Lú Meireles (Botafogo)                            | 2017                      |
| 11                        | Maíza Piovezan (Botafogo)                         | 2018                      |
| 29                        | Letícia (Auto Esporte)                            | 2019                      |
| 11                        | Letícia (Botafogo)                                | 2020                      |
| 6                         | Laura, Josi (VF4); Lú Meireles, Willie (Botafogo) | 2021                      |
| 10                        | Laura (VF4)                                       | 2022                      |
| 12                        | Tamara (Mixto)                                    | 2023                      |
| 24                        | Tamara (Mixto)                                    | 2024                      |

## Títulos
| Clube           | Títulos | Anos dos títulos                   | Vices | Anos dos vices   |
| --------------- | ------- | ---------------------------------- | ----- | ---------------- |
| Botafogo-PB     | 6       | 2011, 2015, 2016, 2017, 2018, 2020 | 2     | 2021, 2024       |
| Mixto-PB        | 2       | 2023, 2024                         | 3     | 2018, 2019, 2022 |
| VF4             | 2       | 2021, 2022                         | 1     | 2023             |
| Kashima         | 1       | 2012                               | 3     | 2015, 2016, 2017 |
| Auto Esporte-PB | 1       | 2019                               | 2     | 2011, 2020       |
| Portuguesa-PB   | 1       | 2008                               | 0     |                  |